# Medaka Box
Medaka Box (Nhật: めだかボックス Hepburn: Medaka Bokkusu) là một bộ manga Nhật Bản do Nisio Isin viết và Akira Akatsuki minh họa. Truyện được đăng nhiều kỳ trên tạp chí shōnen manga Weekly Shōnen Jump của Shueisha từ tháng 5 năm 2009 đến tháng 4 năm 2013, với các chương được tập hợp thành 22 tập truyện. Câu chuyện xoay quanh Medaka Kurokami, Zenkichi Hitoyoshi, Kouki Akune và Mogana Kikaijima, họ là những thành viên của hội học sinh thuộc học viện Hakoniwa, trong những cuộc phiêu lưu khác nhau của họ nhằm tôn vinh những đề xuất của các thành viên học viện nhằm cải thiện học viện.
Truyện đã được chuyển thể thành ba bộ light novel, hai bộ có hai tập và một bộ có một tập từ năm 2012 đến năm 2013. Truyện được chuyển thể thành phim truyền hình anime dài 12 tập, phát sóng từ tháng 4 đến tháng 6 năm 2012. Mùa thứ hai dài 12 tập, được phát sóng từ tháng 10 đến tháng 12 năm 2012.

## Đón nhận
Đến năm 2013, bộ truyện đã có hơn 5 triệu bản được phát hành.